# Vùng kết tinh mảnh

Một kháng thể bị tiêu hóa bởi protein papain có 3 mảnh: 2 mảnh Fab và 1 mảnh Fc

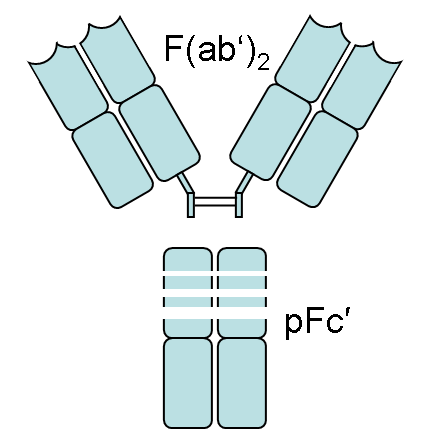
Một kháng thể tiêu hóa bởi pepsin có hai mảnh: 1 mảnh F(ab')_{2} và 1 mảnh pFc'.

Vùng kết tinh mảnh (vùng Fc) là vùng đuôi của kháng thể có khả năng tương tác với thụ thể trên bề mặt tế bào (thụ thể Fc) và những protein thuộc hệ thống bổ thể. Khả năng này cho phép kháng thể kích thích hệ thống miễn dịch.

## Vùng Fc nhân tạo
Trong một phát triển mới của ngành liệu pháp dựa trên kháng thể, miền fc của immunoglobin đã được thiết kế để chứa vùng bám kháng nguyên. Mảng bám kháng nguyên này được gọi là Fcab. Mảnh Fcab có thể được đưa vào immunoglobin bằng cách thay thế vùng Fc, kết quả nhận được là một kháng thể đặc hiệu kép (với hai đầu Fab và Fcab có những vùng bám đặc hiệu khác nhau). Những kháng thể đơn dòng đặc hiệu kép này có khi được gọi là mAb2.